# Cicatricis Lajos
Dezseri Cicatricis Lajos (Szentes, 1862. január 19. – Szentes, 1953. február 26.) magyar politikus, felsőházi tag.

## Életpályája
Trencsén vármegyei kisnemesi családból származott, akik 1720-ban, III. Károlytól nyertek nemesi rangot. Apja dezseri Cicatricis Pál a Nyitra vármegyei Andacson született 1827-ben, a család innét költözött át 1857 tájékán a Csongrád vármegyei Szentesre, ahol apja számvevőként, majd aljegyzőként, végül pedig 1880-as haláláig városi főjegyzőként dolgozott. Lajosnak még hét testvére volt.
Tanulmányait Szentesen és Szarvason kezdte, majd Csongrád vármegyei ösztöndíjjal a Budapesti Egyetemen folytathatta, ahol 1888-ban szerzett jogi diplomát. Közben egy évig önkéntesként szolgált a közös hadsereg 1-es számú vártüzérzászlóaljánál. Ezt követően közigazgatási gyakornokként helyezkedett el vármegyéjében. 1889-ben megyei aljegyző, majd főszolgabíró, 1892-ben pedig főjegyző lett. 1900-ban a vármegye alispáni székébe került, ahonnét 1910-ben a főispáni székbe ülhetett át. 1914-ben Szeged thj. város főispánjává is kinevezik. Tisztségeiről 1917-ben, a második Tisza István-kormány távozásakor mondott le, ami egyben köztisztviselői karrierjének végét is jelentette.
Alispáni tevékenysége részeként indult meg Szentesen és Csongrád városában a munkásház-építés, melynek keretében mintegy 2000 család jutott új otthonhoz. Ebbéli szolgálatai elismeréséül Szentesen és Csongrádon a két világháború között utca is viselte a nevét. A teljes vármegye érdekében tett szolgálatait állami szinten is elismerték; 1904-ben királyi tanácsosi címmel jutalmazták; 1908-ban audiencián fogadta Ferenc József, 1917 tavaszán pedig IV. Károly a Lipót-rend lovagkeresztjével tüntette ki.
Országgyűlési választásokon csak egyszer indult, az 1896-oson, de alulmaradt a 48-as Függetlenségi Párt jelöltjével szemben. 1927-ben vármegyéje őt delegálta az újjáalakult felsőházba, amely tisztséget egészen a nyilas hatalomátvételig (1944) ellátott; egyúttal a szentesi városi képviselőtestületnek is tagja volt 1927 és 1944 között.
Elnöke volt még a Kőrös-Maros Ármentesítő és Belvízszabályozó Társulatnak, valamint a Szentesi Takarékpénztárnak is a második világháború végéig. A háború után visszavonult Szentesre, ahol kicsit több, mint egy hónappal a 91-edik születésnapja után hunyt el.

## Magánélete
Felesége Windisch Ilona, a pesti Windisch Pál és a szentesi sultzi Jurenák Ilona lánya, akitől 3 lánya született: Irén, Ilona és Vilma. Ilona férje Kalman de Jurenak az ausztrál olimpiai csapat edzője és édesanya távoli rokona. Vilma, Scherg Károly történészhez ment feleségül.

## Fotógaléria

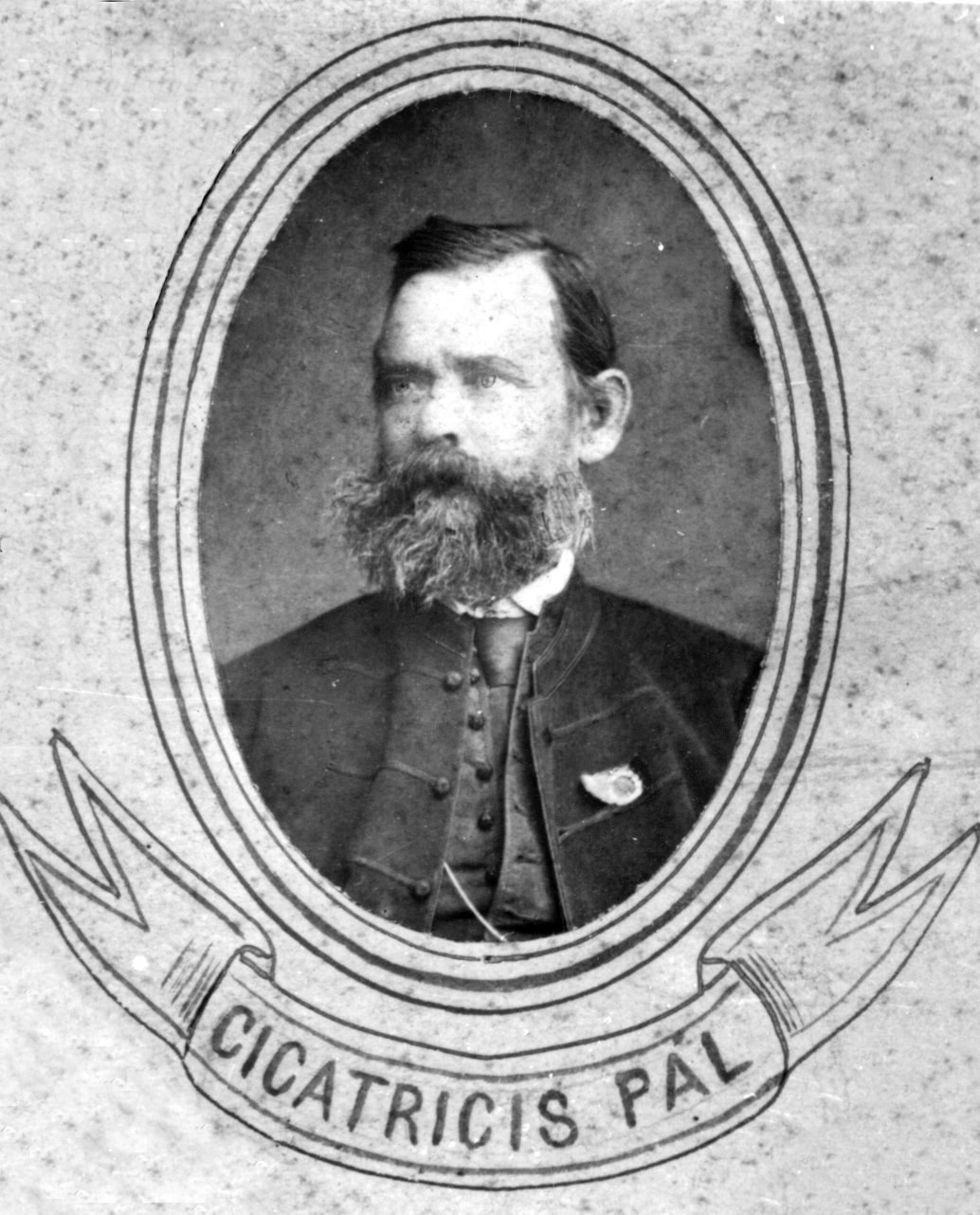
Az édesapa, dezséri Cicatricis Pál (1827-1880) szentesi főjegyző
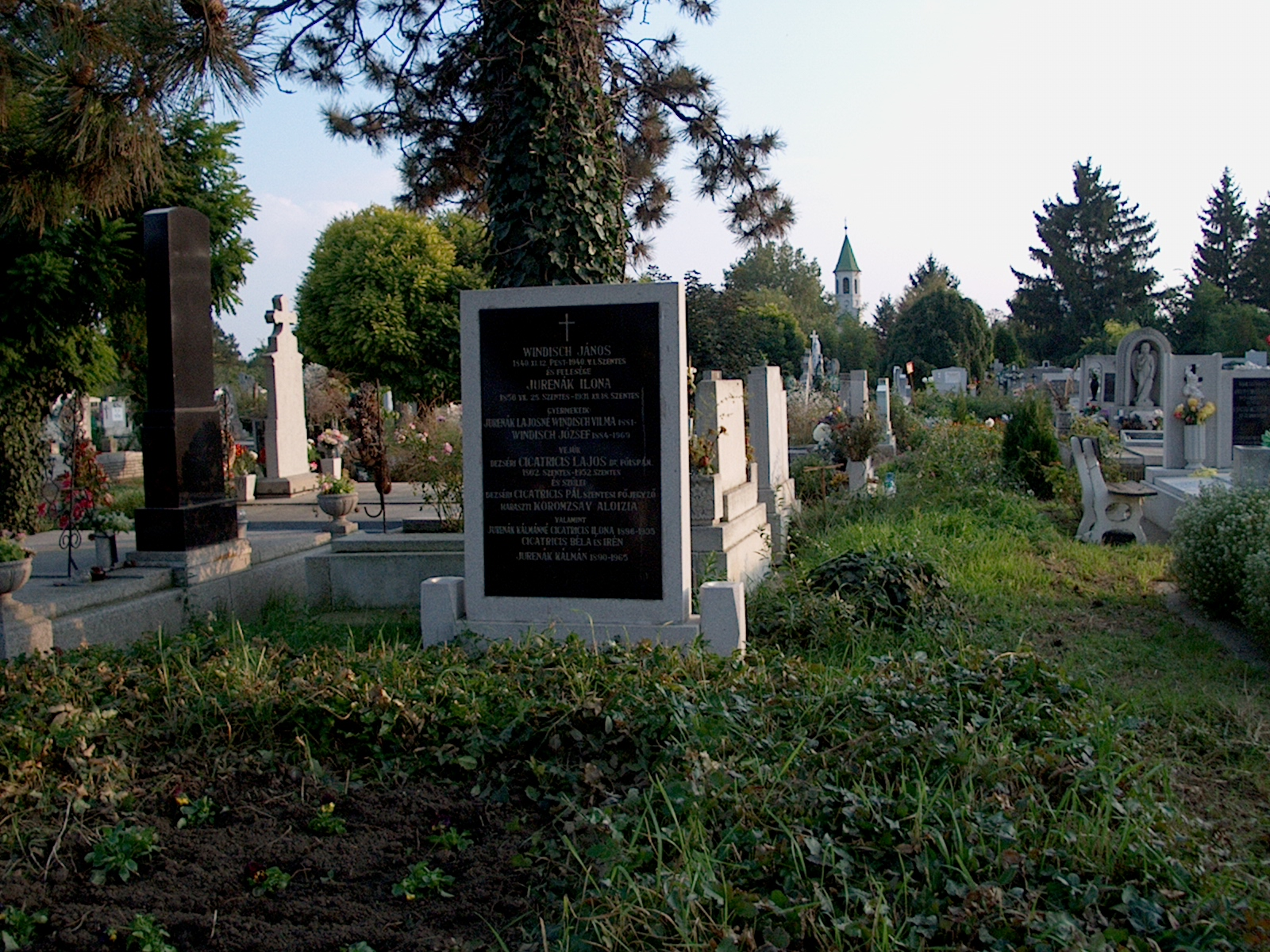
Cicatricis Pál és Cicatricis Lajos családi síremléke - Kálvária temető, Szentes
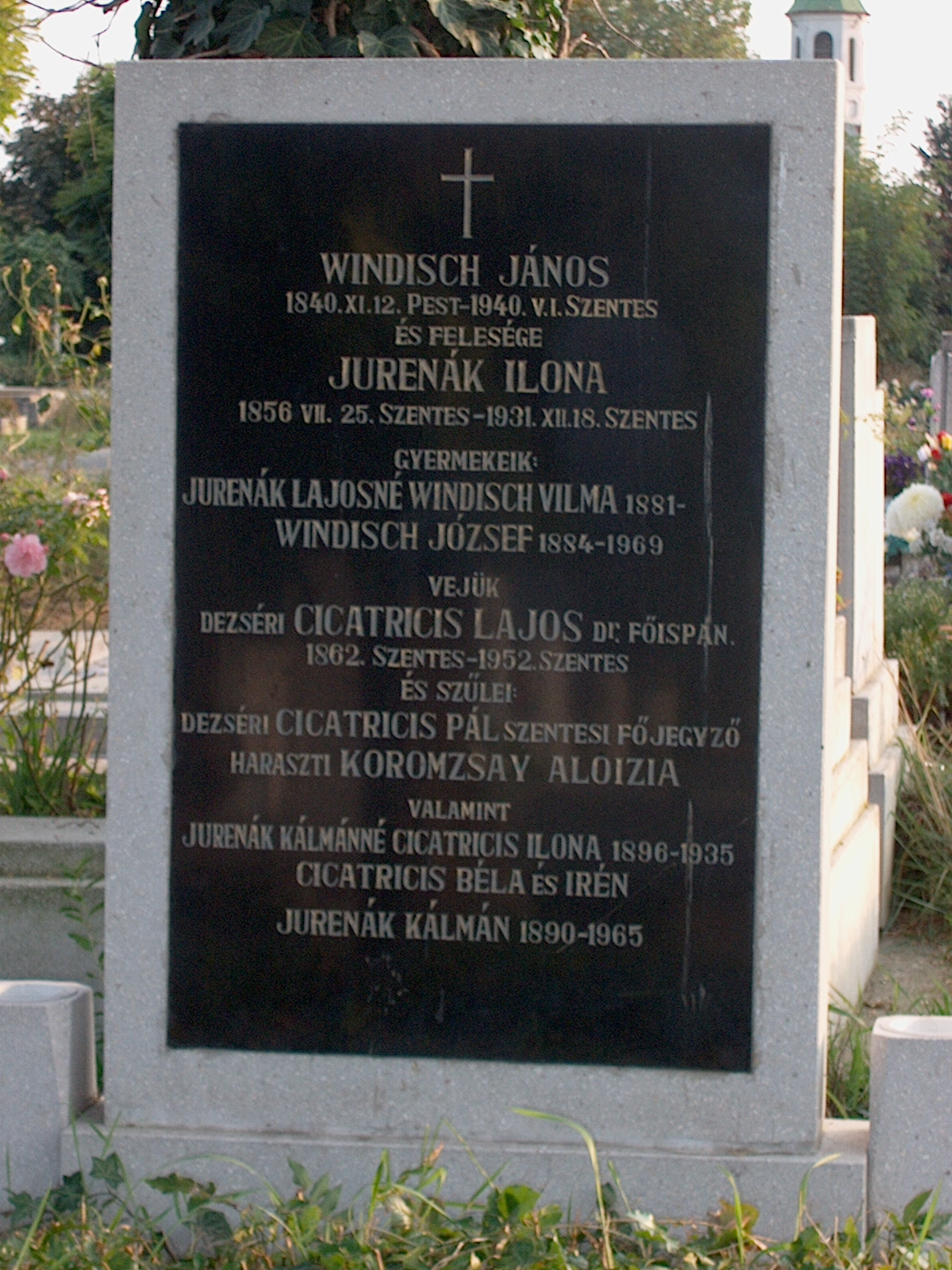
A sírkő (Cicatricis Lajos halálozási dátuma helyesen: 1953)